# Мытник, Игорь Георгиевич
Игорь Георгиевич Мытник (бел. Ігар Георгіевіч Мытнік; 1 апреля 1965, Белорусская ССР — 11 мая 2023) — белорусский и советский футболист и тренер, полузащитник.

## Карьера
Футболом начал заниматься в минском «Торпедо». В 1989 году стал выступать за клуб «Уралец», откуда затем вернулся в минский клуб, вместе с которым выступал в чемпионате Белорусской ССР. В 1990 году выступал за дубль минского «Динамо». В 1992 году стал выступать вместе с минским «Торпедо» в белорусском чемпионате. На протяжении нескольких сезонов был одним из ключевых игроков клуба. Также выступал в могилёвском «Днепре» и минском клубе «Атака-Аура».
После завершения карьеры приступил к тренерско-административной деятельности. По 5 лет работал сначала с минским «Торпедо», а затем с клубом СКВИЧ. В 2007 году вошёл в тренерский штаб несвижского клуба «Верас», в котором проработал до 2010 года. Перед началом сезона 2017 года стал работать в столичном «Энергетике-БГУ».

## Болезнь и смерть
Зимой 2023 года у Мытника была диагностирована тяжёлая болезнь.
Скончался 11 мая 2023 года в возрасте 58 лет.